# Osmar Dias
Osmar Fernandes Dias GOMM (Quatá, 10 de maio de 1952) é um engenheiro agrônomo e político brasileiro, ex-membro do Partido Democrático Trabalhista (PDT). Representando o Paraná, foi senador durante dois mandatos pelo antigo Partido Progressista (PP), fundado por ele e Alvaro Dias, seu irmão.

## Biografia
Como o irmão Alvaro Dias, nasceu na cidade paulista de Quatá mas foi criado em Maringá no Paraná. Formado em Agronomia na Fundação Faculdade Luiz Meneghel, em Bandeirantes, onde foi professor e diretor. Foi gerente técnico da Fazenda Experimental da Cocamar.
Seu primeiro cargo público foi como presidente da Companhia Agropecuária de Fomento Econômico do Estado do Paraná, entre 1983 e 1986, no governo José Richa. Em seguida, foi Secretário da Agricultura do Paraná entre 1987 e 1994 na gestão dos governadores Alvaro Dias e Roberto Requião.
Em 1994 disputou seu primeiro cargo eletivo, sendo eleito Senador do Paraná pelo Partido Progressista. Filiou-se em seguida ao PSDB, chegando a ocupar a vice-liderança na Casa.
Defendeu, junto com o irmão Alvaro Dias, a criação de uma CPI para apurar denúncias de corrupção no governo federal, na época, dirigida pelo PSDB. Ambos sofreram processo de expulsão do partido e filiam-se ao PDT no ano de 2001. Permanece no Senado, reelegendo-se em 2002. Presidiu a "Comissão de Assuntos Sociais" e a "Comissão de Educação" do Senado Federal, além de ter sido relator da Lei de Biossegurança".
Em 2003, Osmar Dias foi admitido pelo presidente Luiz Inácio Lula da Silva à Ordem do Mérito Militar no grau de Grande-Oficial especial.
Em 2006 Osmar Dias candidata-se ao governo paranaense. Após uma disputa acirrada, foi derrotado no 2° turno para Roberto Requião do PMDB (Requião 50,1% e Osmar 49,9%).
Foi o líder da bancada do PDT no Senado entre 2005 e 2007, e novamente a partir de 2008 após a morte do então líder, senador Jefferson Peres.
Foi candidato ao Governo do Paraná nas eleições 2010 e teve Rodrigo Rocha Loures (PMDB) como vice. Perdendo no 1º turno com pouco mais de 2 milhoes e 600 mil votos válidos  para Beto Richa
Após a derrota nas eleições de 2010, Osmar Dias assume o cargo de Vice-Presidente de Agronegócios e Micro e Pequenas Empresas, no Banco do Brasil. Tomou posse em abril de 2011, onde permaneceu até julho de 2016.